# 나폴레옹 공 루이
루이 제롬 빅토르 에마뉘엘 레오폴 보나파르트(프랑스어:Louis Jérôme Victor Emmanuel Léopold Marie, 1914년 1월 23일 ~ 1997년 5월 3일)는 나폴레옹 빅토르 보나파르트가 죽은 1926년부터 보나파르트 황가 출신의 프랑스 제국 보위 청구자였다.